# Criterion
Criterion fou la primera revista de filosofia en català, dirigida pel caputxí Miquel d'Esplugues. La seva publicació era trimestral, entre 1925 i 1936. Es tornà a editar després de la Guerra civil, ara com a col·lecció de temes filosòfics i religiosos, en 1959. Basili de Rubí en fou el nou iniciador, i el seu successor, per poc temps, Àlvar Maduell. La col·lecció havia de ser en principi revista, però les lleis de premsa del ministre Manuel Fraga Iribarne no li donaren pas, i la revista tancà en 1969.